# Vera Bitanji
Vera Bitanji, född 21 april 1969, är en albansk friidrottare. Hon deltog vid olympiska sommarspelen 1996.